# 沈拜奧
若热·桑帕約，澳門官方譯名為沈拜奧（葡萄牙語發音：[ˈʒɔɾʒ(ɨ) sɐ̃ˈpaju] ⓘ；1939年9月18日—2021年9月10日），葡萄牙社會黨政治人物。是葡萄牙康乃馨革命后第五任葡萄牙總統，1996年3月9日當選，2001年獲得連任，2006年卸任。
2021年9月10日，沈拜奧因呼吸系統衰竭於里斯本聖十字架醫院（Hospital de Santa Cruz）逝世，時任澳門行政長官賀一誠發出唁函，並委派澳門駐里斯本經濟貿易辦事處主任譚俊榮代表特區政府出席9月12日的國葬儀式；中华人民共和国主席习近平9月12日致唁电，稱桑帕约為葡萄牙杰出的政治家和领导人，在国际社会享有很高声誉。

## 早年的生活和政治生涯
桑帕约生于里斯本。桑帕约一家在美国和英国生活了几年，这是由于他的父亲Arnaldo de Sampaio（1908-1984）的职业活动，他父亲是一名医生。他的母亲是Fernanda Bensaude Branco(1908 - 2000年2月15日)。他的外祖母Sara Bensliman Bensaude于1976年去世，是来自摩洛哥的葡萄牙血统的西班牙系犹太人，外祖父Fernando Branco(1880-1940)是葡萄牙海军军官，后来担任葡萄牙外交部长；桑帕约自己是不可知论者，并不认为自己是犹太人。
他小时候在里斯本的美国学校上学。他的政治生涯始于里斯本大学法学院的学生时代。桑帕约参与学生反对法西斯政权的辩论，并在1960年至1961年期间担任里斯本学生会主席。1961年毕业后，桑帕约开始了著名的律师生涯，曾为许多政治犯辩护。

## 总统任期
桑帕约1995年2月宣布竞选葡萄牙总统，1996年1月14日在总统选举中以52.66%的得票率战胜前总理阿尼巴尔·卡瓦科·席尔瓦，同年3月9日宣誓就职，葡萄牙因此自1974年以来首次出现总统和总理同属一个政党的局面（当时的葡萄牙总理安东尼奥·古特雷斯也是社会党成员）。
桑帕约的任期正值澳門回歸前后，也遭遇了1999年东帝汶危机。2000年10月19日，桑帕约宣布参加2001年葡萄牙总统选举，最终成功连任，但社会党在2001年的地方选举中失利。
2006年，桑帕约的任期结束，由曾于1996年败选的阿尼巴尔·卡瓦科·席尔瓦接任总统。